# Michael Montfort

Michael Montfort

Michael Montfort (* 29. Juli 1940 in Freiburg im Breisgau; † 24. Oktober 2008 ebenda) war ein deutscher Fotograf. Berühmt wurde er vor allem für seine Fotografien des US-amerikanischen Autors Charles Bukowski.

## Leben
Montfort baute sich als Jugendlicher aus Ersatzteilen seine erste eigene Kamera, eine Leica zusammen und beschloss dadurch eine Lehre zum Fotografen in seiner Heimatstadt Freiburg zu machen. In den 1960er Jahren arbeitete er für die Bildzeitung. Er war 1967 während des Sechstagekriegs in Jerusalem. Montfort arbeitete in Hamburg und München als Fotograf für die Magazine Stern, Quick und Bild am Sonntag, bevor er 1973 nach Los Angeles zog, um als freiberuflicher Fotograf tätig zu sein. Im April 1977 bekam er den Auftrag für die Erstausgabe des deutschsprachigen kulturpolitischen Hefts Rogner’s Magazin Bilder von Charles Bukowski zu schießen. Die Fotos bebilderten einen Artikel von Jörg Fauser. Montfort wurde der Redaktion des Magazins von einem Freund in Deutschland empfohlen, Christoph Derschau, der den Kontakt zu Bukowski zustande brachte. Montfort brachte Bukowski zum ersten Treffen einen Karton Wein mit und durfte Bukowski, der sich ungern von Fotografen ablichten ließ, nach ein paar Gläsern fotografieren. Aus dieser Begegnung entwickelte sich eine jahrzehntelange Freundschaft. Noch 1987 schrieb Bukowski, wenn jemand ein Foto von ihm haben möchte, solle er sich an Montfort wenden.
Montfort gelang es bis zu Bukowskis Tod 1994 tausende Fotos von ihm zu schießen. Zusammen mit Bukowski veröffentlichte er zudem die Bücher Horsemeat: Pferdefleisch, Die Ochsentour (engl.: Shakespeare Never Did This) und The Wedding. Er veröffentlichte außerdem mehrere Bildbände mit Fotografien von Bukowski. Für den Spiegel fotografierte Montfort unter anderem Billy Wilder, Marilyn Monroe, Frank Zappa und Uschi Obermaier. Montforts Archiv umfasst außerdem auch zahlreiche Bilder von William S. Burroughs, Jim Morrison oder Klaus Kinski.
Montfort war zweimal verheiratet. Mit seiner ersten Ehefrau Frances Schoenberger hatte er eine Tochter, Daisy, deren Patenonkel Arnold Schwarzenegger wurde. Später heiratete er erneut. Mit seiner aus Tschechien stammenden Ehefrau Alena zog er Anfang der 2000er nach Prag, wo er seinen ersten Schlaganfall bekam und fortan auf einen Rollstuhl und Pflege angewiesen war. Nach ihrem Tod zog er zurück nach Freiburg, wo er 2008 nach einem erneuten Schlaganfall starb. Die Urne mit seiner Asche wurde nach Los Angeles überführt, wo Montfort auf dem Green Hills Memorial Park, dem gleichen Friedhof wie auch Charles Bukowski, bestattet wurde. Montforts Tochter vermachte 2014 das Archiv ihres Vaters der Huntington Library.
2020 wurde in der Fernsehsendung Bares für Rares eine Ausgabe von Montforts Bildband Montfort Bukowski (aka "The Big White Book") inklusive einer Zeichnung von Bukowski und Signaturen von ihm und Montfort für 1400 € verkauft.

## Veröffentlichungen
- Die Ochsentour (Shakespeare Never Did This, 1979)
- The Wedding, 1986
- Bukowski: Photographs 1977–1987. (1987)
- Horsemeat: Pferdefleisch (Horsemeat, 1987)
- Montfort Bukowski (aka "The Big White Book"), 1991, Bukskin Press, limitiert, signiert, im Schuber
- Bukowski, 2002, Black Sparrow Press, limitiert, teilweise signiert

## Belege
1. 1 2  Gundolf S. Freyermuth: Mont4t: Größe in der Grauzone in: BJU:K. Jahrbuch der Charles-Bukowski-Gesellschaft 2004, herausgegeben von Roni. (ISBN 3-930148-31-5) Ariel-Verlag, Riedstadt, 2004, S. 62–71.
2. 1 2 3  Michael Montfort – More Than Just the Man Who Shot Bukowski, pbagalleries.com, abgerufen am 27. November 2020.
3. ↑  Brief von Rogner’s Magazin an Michael Montfort, 25.4.1977 in: BJU:K. Jahrbuch der Charles-Bukowski-Gesellschaft 2014, herausgegeben von Roni. (ISBN 978-3-87512-321-0) MaroVerlag, Augsburg, 2014, S. 86–87.
4. 1 2  Nachruf in: Der Spiegel 45/2008.
5. ↑  Abe Frajndlich und Stephan Burgdorff: Erfolg in der Fremde, Spiegel Special, 2/1996, S. 90.
6. ↑  Jana Simon: Schauspieler-Karriere: Out of Germany, ZEITmagazin Nr. 9/2013, 21. Februar 2013.
7. 1 2  Das War's – Letzte Worte für Michael Montfort in: BJU:K. Jahrbuch der Charles-Bukowski-Gesellschaft 2008, herausgegeben von Roni. (ISBN 978-3-930148-43-1) Ariel-Verlag, 2008, S. 47–50.
8. ↑  Sue Hodson: Living and Writing on the Edge, The Huntington, 14. August 2015.

| Personendaten    | Personendaten        |
| ---------------- | -------------------- |
| NAME             | Montfort, Michael    |
| KURZBESCHREIBUNG | deutscher Fotograf   |
| GEBURTSDATUM     | 29. Juli 1940        |
| GEBURTSORT       | Freiburg im Breisgau |
| STERBEDATUM      | 24. Oktober 2008     |
| STERBEORT        | Freiburg im Breisgau |